# کوسکا
کوسکا (به ایتالیایی: cosche، به سیسیلی: coschi) در سیسیل به یک خاندان یا خانواده مافیایی اشاره دارد که توسط یک کاپو (رئیس) رهبری می‌شود.
معادل آن در «اندرانگتا» در کالابریا ، «ندرینا» است.

## ریشه‌شناسی
کلمه "کوسکا" به تاج برگ‌های خاردار و فشرده گیاهانی مثل کنگر یا خار اشاره دارد. این ساختار گیاهی به عنوان نمادی برای نشان دادن روابط تنگاتنگ بین اعضای مافیا استفاده می‌شود. 
1. ↑  "Còsca in Vocabolario - Treccani".